# Robert Zinterhof
Robert Zinterhof (* 21. Jänner 1952 in Pabneukirchen) ist ein pensionierter Lehrer und freier Journalist. Er wurde für seine sozialen Initiativen mehrfach ausgezeichnet. Als Reporter ist er Mitglied im OÖ. Presseclub und im ÖJC.

## Leben und Wirken
Zinterhof absolvierte nach der Matura die Pädagogische Akademie der Diözese Wien in Strebersdorf. Den Großteil seines Berufslebens unterrichtete er als Lehrer für Deutsch, Geographie und Wirtschaftskunde sowie Soziales Lernen an der Hauptschule in Pabneukirchen. 2005 wurde ihm der Berufstitel Schulrat verliehen. 2012 verabschiedete er sich in die Alterspension.
In seiner Freizeit betätigt er sich seit seinem 20. Lebensjahr überwiegend ehrenamtlich als Berichterstatter für lokale Zeitungen, wobei sein Einzugsgebiet im Wesentlichen die Orte des südlichen unteren Mühlviertels umfasst.
Sowohl im Unterricht als auch in der Freizeit engagierte er sich für soziale Initiativen.
- Er zählt zu den Mitbegründern der Asylplattform Oberösterreich;
- Er betreute mit seiner Gattin Monika mehr als zehn Jahre lang den letzten Einleger im Mühlviertel, Franz Buchberger, und organisierte ein Hilfsnetz zur Sicherung seiner Rechte;
- Er engagierte sich im Rahmen der Aktionen Barrierefreies Oberösterreich und Arbeit für Menschen mit Behinderungen;
- Er sammelte Spendengelder, um damit Schulen in Afrika und Brasilien zu unterstützen;
- Mediale Unterstützung von Hilfsprojekten seit Jahrzehnten und Organisation von Sozial-Projekten

2015 bis  2018 unterstützte er die Spendenaktion für den Zubau zum Förderzentrum Waldhausen im Strudengau medial.
Im Zusammenhang mit einer Brief-, Mail- und Postkartenaktion zur Verhinderung der Abschiebung einer Familien aus dem Kosovo kam er 2006 in Konflikt mit der Schulbehörde. Ausgehend von dieser Aktion gründete sich in Pabneukirchen unter Mitwirkung Zinterhofs mit der Asylplattform Oberösterreich eine gemeinsame Plattform für Bleiberechtsaktivisten, der wenig später an die 70 Gruppen angehörten.

## Auszeichnungen
- Humanitätsmedaille des Landes Oberösterreich (2001)
- Voluntaria Award 2005 Hauptpreis für die Schüler der 4 b der Hauptschule Pabneukirchen unter Klassenvorstand Robert Zinterhof in der Kategorie Engagement für einen lebenswerten Alltag für Menschen mit Behinderung – Umsetzung von Schülerkonzepten (2005)[9]
- Grünpreis in der Kategorie Zivilcourage (2006)
- Menschenrechtspreis des Landes Oberösterreich (2007)[10]
- Inclusio, Preis des OÖ. Zivil-Invalidenverband (OÖZIV) in der Kategorie Behörden für die Neue Mittelschule Pabneukirchen, die seit mehreren Jahren ein nachhaltiges Projekt betreibt, um Schülern zu zeigen wie der Alltag eines Menschen mit Beeinträchtigung aussieht. Betreut wurde das Projekt von Robert Zinterhof und Monika Berger (2010)[11]
- Ehrennadel der Gemeinde St. Thomas, 2004
- Ehrenurkunde der Gemeinde Waldhausen, 2022
- Ehrenbürger der Gemeinde Pabneukirchen, 2022
- Ehrenmitglied des Musikvereins Pabneukirchen, 2023